# 香林坊
香林坊（こうりんぼう）は、石川県金沢市中心部に位置する地域または町名の名称であり、隣接する片町とともに金沢市を代表する繁華街、中心市街地である。

## 概要

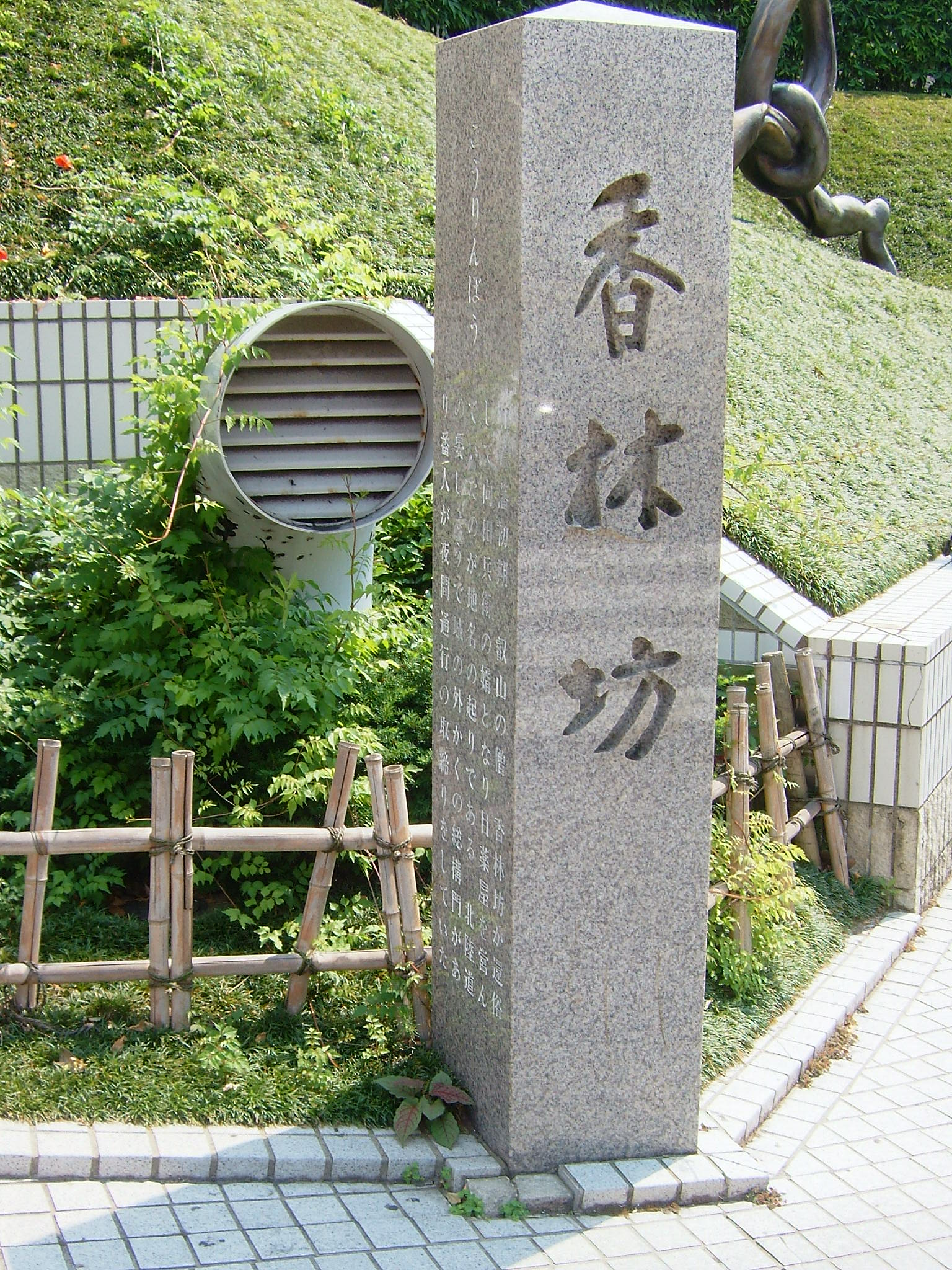
香林坊交差点に立てられている石碑。香林坊の由来が記されている。

町名の由来は、比叡山の僧であった香林坊が還俗して、この地の町人向田家の跡取り向田香林坊（むこうだこうりんぼう）となり、以来目薬の製造販売に成功して「香林坊家」として繁栄したという説が有力である。再開発された映画街の広場には、この由来にちなんで、メグスリノキが植生されている。

## 歴史
江戸時代には、金沢城に近い地の利を生かし北陸街道沿いに商店が建ち並ぶ商店街として、同様に街道沿いの橋場町、尾張町、武蔵ヶ辻などと共に発展。明治時代になり、近くに旧制第四高等学校が開校したことから、学生向けのカフェや映画館などが集積することとなり、北陸最大の繁華街となった。
1923年（大正12年）片町に宮市百貨店が、1930年（昭和5年）武蔵ヶ辻に三越が開店し、相対的に客足が遠退いた。
1970年代、全国的に暴走族が社会問題化すると、金沢でも香林坊一帯の道路に暴走族が現れはじめ、夜間に暴走行為が繰り広げられるようになった。1972年（昭和47年）7月9日深夜には、香林坊一帯に約2000人の群衆が集まり、暴走行為の見物や暴走車への投石により騒然となることもあった。
1986年（昭和61年）、市街地再開発事業である香林坊アトリオのキーテナントとして、宮市百貨店を前身とする大和が香林坊に移転し、再び金沢市の中心商業地となった。このほか、同時期の市街地再開発事業でKOHRINBO109の誘致や、香林坊周辺のタテマチストリートの整備によって、若者の集まる街になっていった。
2006年（平成18年）の金沢フォーラスの開業や、2011年（平成23年）に金沢百番街のリニューアルにより「Rinto」がオープンすると、若者の集まる場所が徐々に分散されるようになった。そのため、香林坊大和や香林坊アトリオへの高級ファッション雑貨店の進出や、KOHRINBO109から香林坊東急スクエアへのリニューアル、香林坊ラモーダが開業するなど、若者の街から大人の街へと変貌しつつある。
2009年（平成21年）までの15年にわたって石川県における路線価が最も高額な地点であったが、2010年（平成22年）にはその地位を金沢駅東口（堀川新町）に譲ることとなった。

## 町域の変遷
| 実施後      | 実施年                   | 実施前                                       |
| ----------- | ------------------------ | -------------------------------------------- |
| 香林坊2丁目 | 1965年（昭和40年）9月1日 | 石浦町、南町、高岡町、高岡町上藪ノ内の各一部 |
| 香林坊1丁目 | 1966年（昭和41年）2月1日 | 石浦町、南町、上松原町、仙石町の各一部       |

## 世帯数と人口
2018年（平成30年）4月1日現在の世帯数と人口は以下の通りである。
| 丁目         | 世帯数  | 人口  |
| ------------ | ------- | ----- |
| 香林坊一丁目 | 19世帯  | 29人  |
| 香林坊二丁目 | 119世帯 | 225人 |
| 計           | 138世帯 | 254人 |

## 小・中学校の学区
市立小・中学校に通う場合、学区は以下のとおりとなる。
| 丁目        | 小学校             | 中学校             |
| ----------- | ------------------ | ------------------ |
| 香林坊1丁目 | 金沢市立中央小学校 | 金沢市立長町中学校 |
| 香林坊2丁目 | 金沢市立中央小学校 | 金沢市立長町中学校 |

## 主な施設

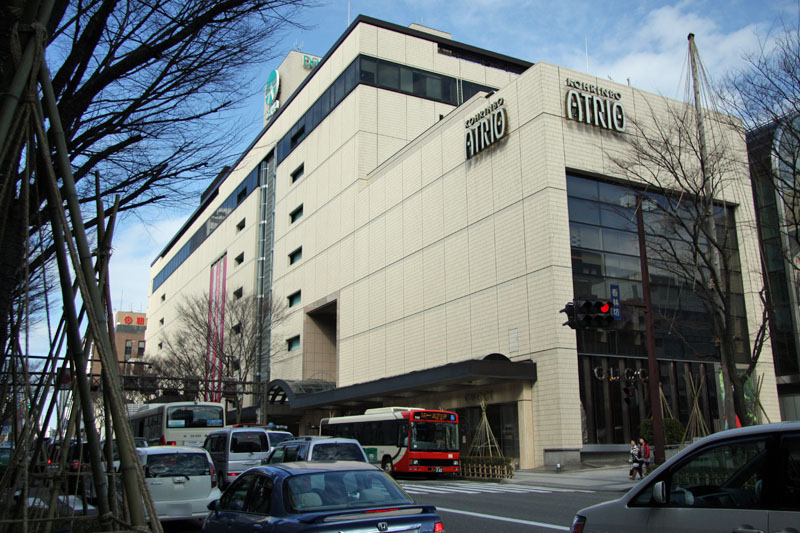
香林坊アトリオ

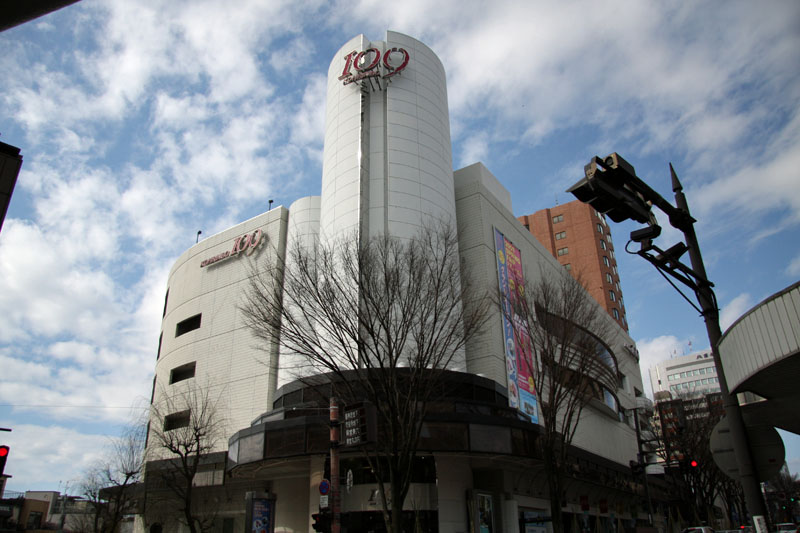
香林坊東急スクエア（※写真は改装前のもの）

### 商業施設
- 香林坊アトリオ（香林坊大和）
- 香林坊東急スクエア（旧：香林坊109）

### 事業所
金融機関
- 三菱UFJ銀行金沢支店
- 北國銀行香林坊支店

マスメディア
- 朝日新聞社金沢総局
- 時事通信社金沢支局
- 福井新聞社北陸支社
- 福井放送金沢支社
- 金沢ケーブル（放送センター・サテライトスタジオ）

### その他
- 金沢東急ホテル
- 東横イン金沢香林坊
- 金沢中警察署香林坊交番
- 四高記念文化交流館
  - 石川近代文学館
  - 四高記念館
- いしかわ四高記念公園
- 金沢香林坊郵便局

## 交通

### バス
2018年12月1日にラモーダ前にバス停が新設され、それまで日銀前に停車していたバスのうち金沢駅（西口を含む）行き以外の北鉄バス各路線とJRバスの乗り場が移った。
- 北鉄バス（北陸鉄道・北鉄金沢バス・北鉄白山バス）・西日本ジェイアールバス　香林坊バス停
- 金沢ふらっとバス
  - 菊川ルート　香林坊バス停
  - 材木ルート　香林坊・仙石通りバス停

### 道路
- 国道157号（国道305号と重複）
- 石川県道10号金沢湯涌福光線

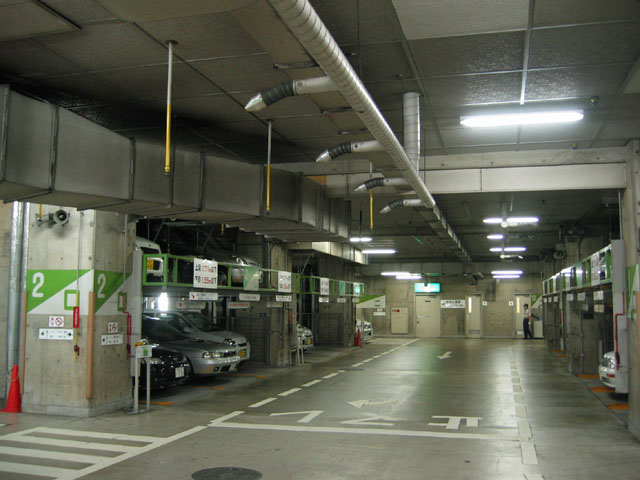
香林坊地下駐車場

- 地下に県営の香林坊地下駐車場（977台）がある。

### 鉄道
- 北陸鉄道金沢市内線が1919年（大正8年）7月13日に開業したが、1967年（昭和42年）2月11日に全線廃止された。
- 2016年に金沢市が設置した「新しい交通システム」の導入検討委員会で、香林坊を経由するLRT建設が検討されたことがある[11]。

## 商店街の特徴と傾向
通常、香林坊は香林坊・片町地区と称される場合が多いため以下の説明では香林坊・片町界隈として紹介する。また、以下の五つの商店街では、2007年から金沢5タウンズと称し、中心商店街の活性化運動を行っている。

### 香林坊商店街
香林坊交差点を中心とした商店街であり、若者から観光客まで幅広い客層をターゲットとしている。大和の本店がある「香林坊アトリオ」、ファッションビル「香林坊東急スクエア」が中核の商業施設である。

### 柿木畠振興会（商店街）
香林坊・竪町・広坂の間に位置し接続点となっている。現在、金沢21世紀美術館との相乗効果を期待して、21世紀ロード柿木畠と称している。主要店舗にはうつのみや書店があった。

### その他
香林坊商店街の香林坊東急スクエア側の裏手にせせらぎ通り商店街、竪町商店街の延長線上に新竪町商店街などがあり、これらの商店街は中心商店街とは違い、独特の特徴を示している。せせらぎ通り商店街はせせらぎと名が付くように、金沢特有の曲線状の水路（鞍月用水）沿いにある商店街で、景観整備により落ち着いた雰囲気で商店的にも大人の街的な商店街である。金沢の観光地である武家屋敷跡に隣接している。
新竪町商店街は竪町商店街の延長的な商店街が列びつつも、老鋪の商店もあり、他の商店街にはない新旧入り混じった個性的な雰囲気の商店街である。

## 向田香林坊
元は、朝倉氏の家臣であったが、朝倉氏滅亡の後、比叡山延暦寺の僧になっていた。同じく朝倉氏の元家臣で金沢城の近くで薬屋を営んでいた向田家に養子に入るために還俗した。